# V型エンジン

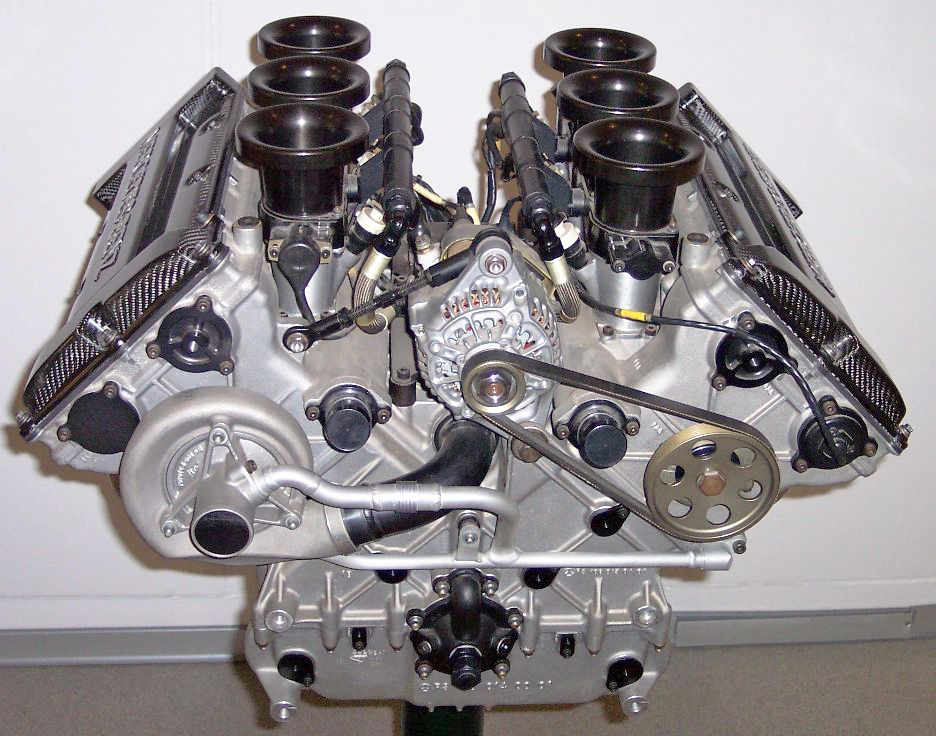
メルセデス・ベンツ製のV6エンジン

V型エンジン（Vがたエンジン）は、レシプロエンジンの形式の一つで、シリンダーを左右交互にV字型に配置したエンジン。シリンダーを水平に配置した180°V型エンジンも存在する。

## 概要
V型エンジンは直列エンジンよりもシリンダーボアに拘束されずにクランクシャフトの長さが短縮できるため、特に多気筒化したときにエンジンをコンパクトにすることができる。V型エンジンでは2本のシリンダー列を持つが、このシリンダー列をバンク（気筒列、シリンダーバンク）と呼び、両バンク間の挟み角をバンク角と呼ぶ。同じ排気量・気筒数のV型エンジンであっても、バンク角が異なれば出力特性、振動特性、エンジン音は大きく異なる。
直列エンジンのシリンダーを左右にずらしながらもシリンダーヘッドを一体（両バンク共通）とした、ランチアやVWの狭角V型エンジンも広義ではV型エンジンに分類されることがあるが、厳密には、両バンクの対になるシリンダーのコンロッドが一つのクランクピンを共有するものをV型エンジンという。
バンク角を180°とすると、クランクシャフトをはさんで両バンクのシリンダーが向かい合う。向かい合ったシリンダーのコンロッドが一つのクランクピンを共有する場合は、180°V型エンジンと呼ばれ、水平対向エンジン（ボクサーエンジン）とは区別される。ただしエンジン外観から区別することは困難であり、広義にはこれを水平対向エンジンに含む場合もある。
自動車では主に多気筒になりがちな大排気量エンジンに採用されている。8気筒以上のエンジンは、直列型では長くなるクランクシャフトのねじり剛性を高めづらく、またエンジン自体も長くなり、車体への搭載に制約が出る。このためクランクシャフト長さやエンジン全長を短縮できる、多バンクにシリンダーを振り分けたV型などのエンジンが一般的となっている。また各ヘッドの位置が下がることによる低重心化とボンネット高の抑制ができる多大なメリットがあり、特にボンネット高を含めてエンジンルームに前後上下のスペースが確保できることで耐衝撃性（≒クラッシャブルゾーン）を確保しやすくなる。6気筒エンジンでも、エンジン長が短く縦置き・横置きに兼用できることもあり、直列型にかわってV型が主流となっている。一方で4気筒以下のものではコンパクトにできるなどというメリットよりも、シリンダーとシリンダーヘッドが二つ必要になるというコスト面のデメリットの方が大きくなるため昨今の自動車ではあまり採用されない。
特にV型8気筒（V8）エンジンはアメリカでは1930年代から現在まで好んで採用されており、一般的な乗用車のみならず、ピックアップトラックとその派生のSUV、フルサイズバン、ミニバンなどにスタンダードとして広く用いられている。一時はアメリカ製自動車（アメ車）の代名詞ともなっていたマッスルカーや、CART、インディーカー、NASCARに代表されるアメリカのモータースポーツの歴史でも、各チューナーが覇を競ったハイパフォーマンスなV8エンジンぬきには語ることができない。また、アメリカでは6気筒であっても音に鼓動感のあるV型が好まれる傾向があり、それゆえ北米市場を狙ったスポーツカーや高級セダンではV型エンジン搭載車が多い。
F1などフォーミュラカーのエンジンにも1950年代から採用されていた。排気量が1.5リッターに規制されていた時代は直列や水平対向がときどき採用されていたものの、チャンピオン獲得マシンの多くはV型であり、排気量が3リッター以上に拡大1990年代に入ると完全にV型一辺倒となった。2014年の規則改定から現在までは1.6リッターのV型6気筒に統一されている。同様にル・マン24時間レースに代表されるスポーツカー耐久でも、ポルシェの水平対向を除けばほとんどがV型を採用している。V型エンジンはコンパクトなレイアウトが空力設計や重量バランス面で有利なほか、シリンダーブロックを車体フレーム（ストレスメンバー）の一部として活用するストレスマウントに適しているため、ミッドシップに向いているというのもメリットである。一方で横置きエンジンの大衆車をベースとするカテゴリでは直列4気筒が一般的である。
オートバイでは少ない気筒数でも振動を減らすことのできるV型の採用例は多く、ハーレーダビッドソンがバンク角45°のV型2気筒OHVエンジンを採用しており、また、横置きL型配置V型2気筒のドゥカティや、縦置きV型2気筒のモト・グッツィなどは、その独特のエンジン音やトルク感から多くのファンをひき付けてやまないばかりか、エンジン自体がアイデンティティとなっている。
ディーゼルエンジンを搭載するトラック・バスなどの大型車にもV型エンジンが採用され、日本国内のメーカーではいすゞ自動車がP系エンジンとしてV型8気筒・10気筒・12気筒を生産し、同社のトラックや観光バス・路線バス車両に搭載していた。その後ディーゼル自動車の排出ガス規制強化によりエンジンのダウンサイジングが進み、大排気量のV型エンジンは淘汰された。
航空機では、液冷エンジンの多くに採用されており、特に第二次世界大戦期のドイツ空軍においては倒立V型エンジンが主流を占めた。

## 利点
- 気筒数が多くなるほど、直列型に比べシリンダーブロック、クランクシャフトを短くすることができるため、剛性面で有利。
- 気筒数が多い場合にスペース効率に優れ、自動車用では縦置き・横置きを兼用することができる。（とくにOHVでは）排気量のわりにコンパクトなエンジンとすることができる。
- 気筒数が少ない場合でも一次振動が理論上はキャンセルされ、静粛で低振動にできる。
- 挟み角と気筒数で異なるが、たとえば90度バンクの4気筒の場合などでは、ひとつのピストンが上死点、または下死点にあり、ピストンスピードが0のときでも、対になっているピストンは、一番速度の速い中間点にあるため、低回転でも滑らかにまわり、止まりにくい（直列4気筒・180度クランクでは全てのピストンが止まる瞬間がある）。

## 欠点
- シリンダーヘッドが両バンクに分かれ、バルブ駆動系や吸排気系などを両バンクに振り分ける必要があり、直列エンジンと比べ構造が複雑で重量も上回る。
- 給排気系のレイアウトが制限される場合がある。
- 特に少ない気筒の場合、振動を低減するためにはバランスウエイトが必要で、クランクシャフトが重くなる。
- 各バンクごとに排気管をまとめると、不等間隔爆発による排気干渉を起こすことがある。
- 気筒数、挟み角によっては不等間隔爆発となることから、特に低速域でトルク変動が起こる（現在では位相クランクピンで等間隔化が可能。二輪車では不等間隔爆発の特性を利用して、加速時のトラクションを実質的に確保したり、心地よい振動を得ることで利点とする場合もある）。
- 整備性では、横置きエンジンの場合だとスパークプラグの交換がかなり難しい（例 : トヨタ車の場合1MZ-FE、2GR-FEエンジンなどで特にエスティマやアルファードなどのミニバン車両が顕著）。

## 種類
- V型2気筒（V2、Vツイン）
- V型3気筒 (V3)
- V型4気筒 (V4)
- V型5気筒 (V5)
- V型6気筒 (V6)
- V型8気筒 (V8)
- V型10気筒 (V10)
- V型12気筒 (V12)
- V型16気筒 (V16)
- V型18気筒 (V18)
- V型20気筒 (V20)
- V型24気筒 (V24)